# Linh Huệ
NSƯT Linh Huệ tên đầy đủ Phạm Thị Thanh Huệ (sinh ngày 25 tháng 8 năm 1973 tại Hòa Bình) là một nữ diễn viên sân khấu và truyền hình Việt Nam. Linh Huệ nổi tiếng ngay từ vai diễn đầu đời là Hậu "Sida" trong bộ phim dài tập "Gió qua miền tối sáng" của đạo diễn Phạm Thanh Phong năm 1998. Linh Huệ hiện đang công tác tại Đoàn 3 Nhà hát kịch Hà Nội. Cô được Nhà nước phong tặng danh hiệu Nghệ sĩ Ưu tú năm 2015.

## Các phim tham gia
- Hạnh phúc mong manh – vai cô giáo Mai
- Khoan nói lời yêu thương – vai cô giáo Thảo

| Năm  | Tựa phim                           | Vai diễn           | Đạo diễn                           | Kênh      | Nguồn |
| ---- | ---------------------------------- | ------------------ | ---------------------------------- | --------- | ----- |
| 1997 | Chốn quê                           |                    | Triệu Tuấn                         | VTV3      | [ 2 ] |
| 1997 | Duyên thắm làng gồ                 |                    | Mạc Văn Chung                      | VTV1      |       |
| 1997 | Ảo tưởng trắng                     | Quỳnh              |                                    | VTV1      |       |
| 1998 | Gió qua miền tối sáng              | Hậu                | Phạm Thanh Phong                   | VTV1      |       |
| 1999 | Ngã ba thời gian                   | Thương             | Trần Phương                        | H1        |       |
| 2000 | Làm mẹ                             | Thùy               | Bùi Đôn Minh                       | VTV1      |       |
| 2001 | Vết trượt                          | Lan                | Vũ Minh Trí                        | VTV3      |       |
| 2001 | Hoa tỷ muội                        | Duyên              | Xuân Sơn                           | VTV3      |       |
| 2001 | Một người chiếu bóng               | Thơm               | Đỗ Chí Hướng                       | VTV3      |       |
| 2006 | Gió đại ngàn                       | Thu                | Đỗ Chí Hướng                       | VTV3      |       |
| 2008 | Tên sát nhân có tài mở khóa        | Vợ Trực            | Trọng Trinh                        | VTV1      |       |
| 2011 | Ngôi biệt thự màu tro lạnh         | Hạnh               | Bùi Huy Thuần - Bùi Quốc Việt      | VTV1      |       |
| 2011 | Chủ tịch tỉnh                      | Hồng               | Bùi Huy Thuần - Bùi Quốc Việt      | VTV1      |       |
| 2013 | Thái sư Trần Thủ Độ                | Vợ Tô Trung Từ     | Đào Duy Phúc                       | VTV1      |       |
| 2013 | Gái già xì tin                     | Bà Yên (mẹ Định)   | Trần Quang Vinh                    | VTV6      |       |
| 2014 | Bánh đúc có xương                  | Hà                 | Đặng Thái Huyền                    | VTV1      |       |
| 2019 | Người giữ lửa                      |                    | Bùi Huy Thuần                      | VTV8      |       |
| 2019 | Sinh tử                            |                    | Nguyễn Khải Hưng - Nguyễn Mai Hiền | VTV1      |       |
| 2020 | Cô gái nhà người ta                | Bà Hòa             | Trịnh Lê Phong                     | VTV3      |       |
| 2020 | Đừng bắt em phải quên              | Bà Dịu (lúc trẻ)   | Vũ Minh Trí                        | VTV1/VTV3 |       |
| 2020 | Những ngày không quên              | Bà Hòa             | Nguyễn Danh Dũng - Trịnh Lê Phong  | VTV1      |       |
| 2020 | Tháng năm dữ dội                   | Bà Nhâm            | Lê Quang Hưng                      |           |       |
| 2020 | Tình yêu và tham vọng              | Bác sĩ Lê Mai      | Bùi Tiến Huy                       | VTV3      |       |
| 2021 | Hương vị tình thân                 | Bà Tâm             | Nguyễn Danh Dũng                   | VTV1      |       |
| 2021 | Hãy nói lời yêu                    | Bà Ngần            | Bùi Quốc Việt                      | VTV3      |       |
| 2021 | Thương ngày nắng về                |                    | Bùi Tiến Huy - Vũ Trường Khoa      | VTV3      |       |
| 2021 | Mặt nạ hạnh phúc                   | Nhàn               | Trần Chí Thành - NSND Bùi Bài Bình | SCTV6     |       |
| 2022 | Đấu trí                            | Vợ ông Thi         | Nguyễn Danh Dũng                   | VTV1      |       |
| 2022 | Gara hạnh phúc                     | Bà Hạnh            | Bùi Quốc Việt                      | VTV3      |       |
| 2022 | Thông gia ngõ hẹp                  | Bà Minh Nhật       | Trịnh Lê Phong                     | VTV3      |       |
| 2023 | Nơi giấc mơ tìm về                 | Mẹ Mai Anh         | Trịnh Lê Phong                     | VTV1      |       |
| 2023 | Gia đình mình vui bất thình lình   | Mẹ Phương          | Nguyễn Đức Hiếu - Lê Đỗ Ngọc Linh  | VTV3      |       |
| 2023 | Không ngại cưới, chỉ cần một lý do | Bà Hòa             | Bùi Quốc Việt                      | VTV3      |       |
| 2024 | Vui lên nào anh em ơi              | Bà Thoa (Mẹ Thắng) | Vũ Minh Trí                        | VTV3      |       |
| 2024 | Không thời gian                    | Mẹ Lĩnh            | Nguyễn Danh Dũng                   | VTV1      |       |
| 2025 | Những chặng đường bụi bặm          | Bà Quyên           | Trịnh Lê Phong                     | VTV3      |       |
| 2025 | Cầu vồng ở phía chân trời          | Tuyết              | Vũ Minh Trí                        | VTV3      |       |

## Đời tư
- Linh Huệ có chồng và hai con.[3]